# فران تودور
فران تودور (بالكرواتية: Fran Tudor) (27 سبتمبر 1995 بزغرب في كرواتيا - ) هو لاعب كرة قدم كرواتي في مركز الدفاع. شارك مع منتخب كرواتيا تحت 19 سنة لكرة القدم ومنتخب كرواتيا تحت 21 سنة لكرة القدم. أما مع النوادي، فقد لعب مع هايدوك سبليت وHNK Hajduk Split Reserves and Academy ‏.

## وصلات خارجية
- فران تودور على موقع الاتحاد الأوربي (الإنجليزية)
- فران تودور على موقع اتحاد كرواتيا (الكرواتية)
- فران تودور على موقع قاعدة بيانات كرة القدم.إي يو (الإنجليزية)
- فران تودور على موقع ناشيونال فوتبول تيمز (الإنجليزية)
- فران تودور على موقع Soccerway.com (الإنجليزية)
- فران تودور على موقع عالم كرة القدم.نت (الإنجليزية)